# Loch Alsh

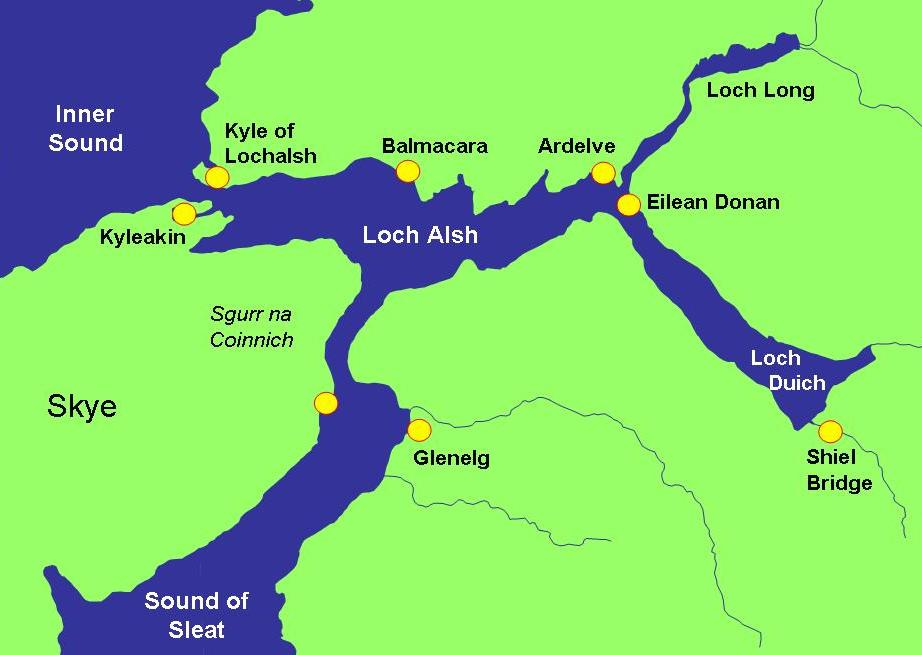
de locatie van Loch Alsh

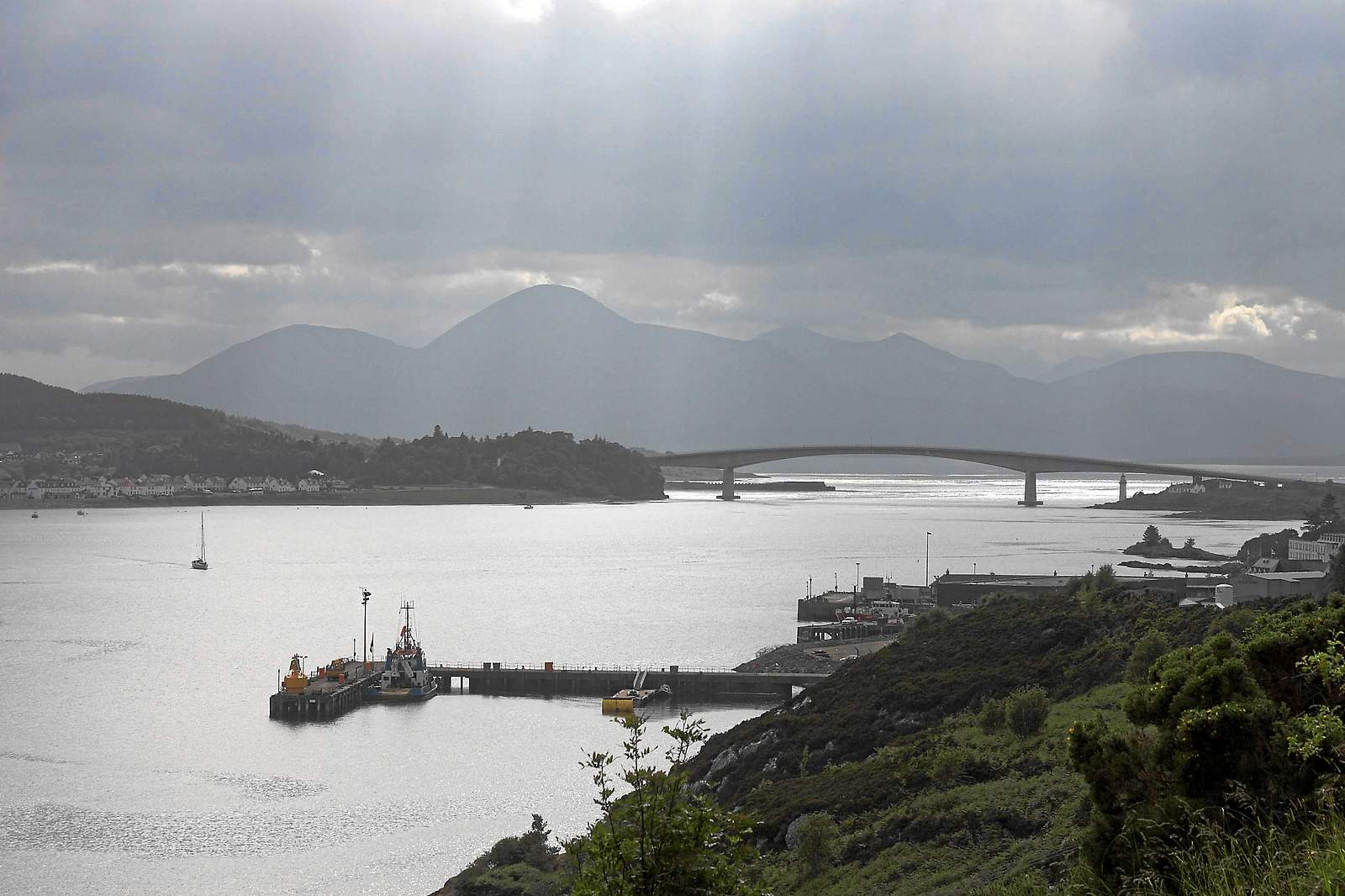
Loch Alsh met rechts Kyle of Lochalsh links Skye en op de achtergrond Sky Bridge

Loch Alsh (Schots-Gaelisch: Loch Aillse) is een inham tussen het eiland Skye en het vasteland van Schotland. De inham gaat ongeveer 12 kilometer landinwaarts van Kyle of Lochalsh tot Ardelve vanaf hier beginnen twee andere inhams Loch Long en Loch Duich.
In de buurt van de samenvloeiing van Loch Long en Loch Duich staat het kasteel Eilean Donan Castle.